# Прибій

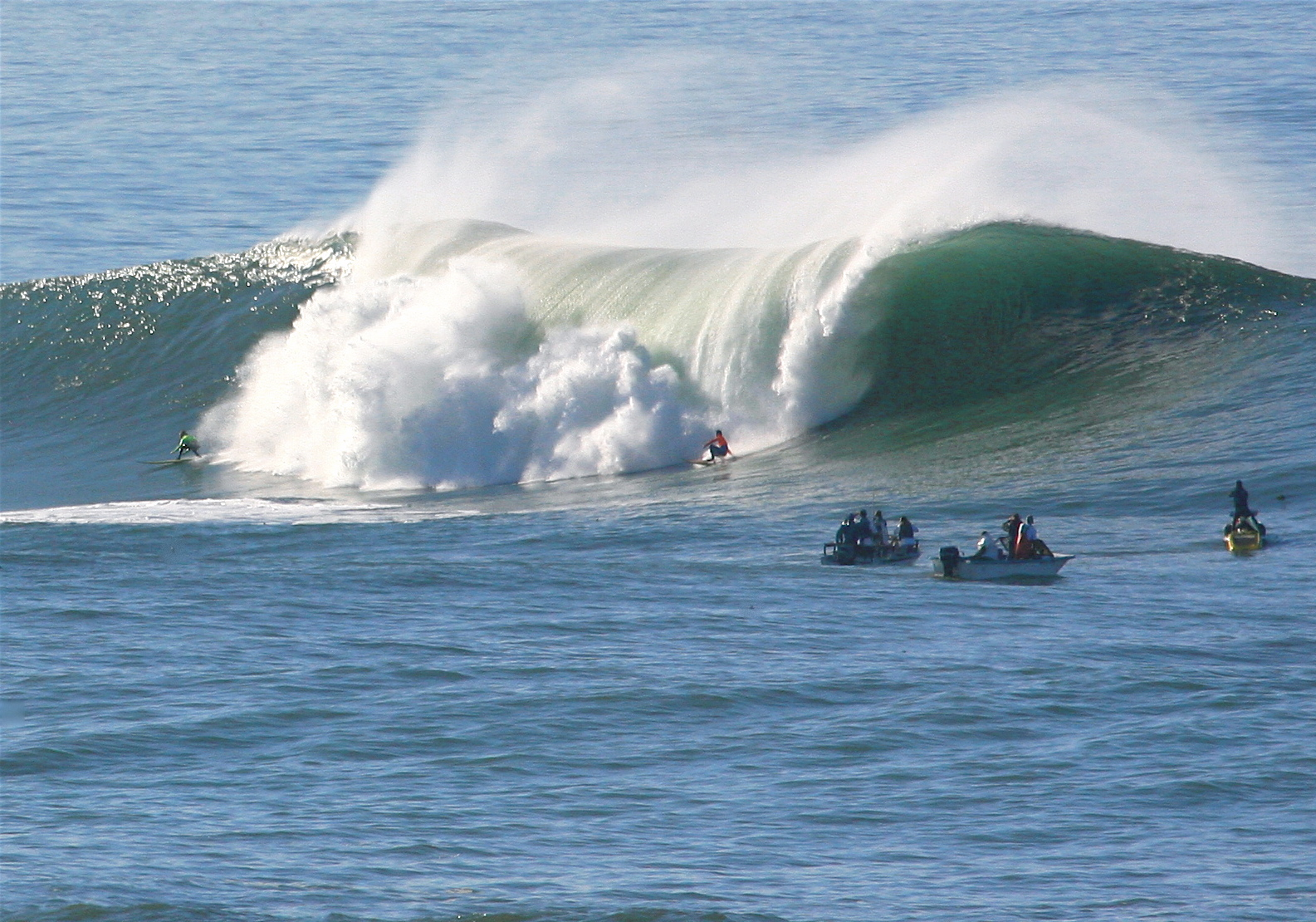
Великі хвилі

Прибій при спокійному морі. Чорне море. 2010.

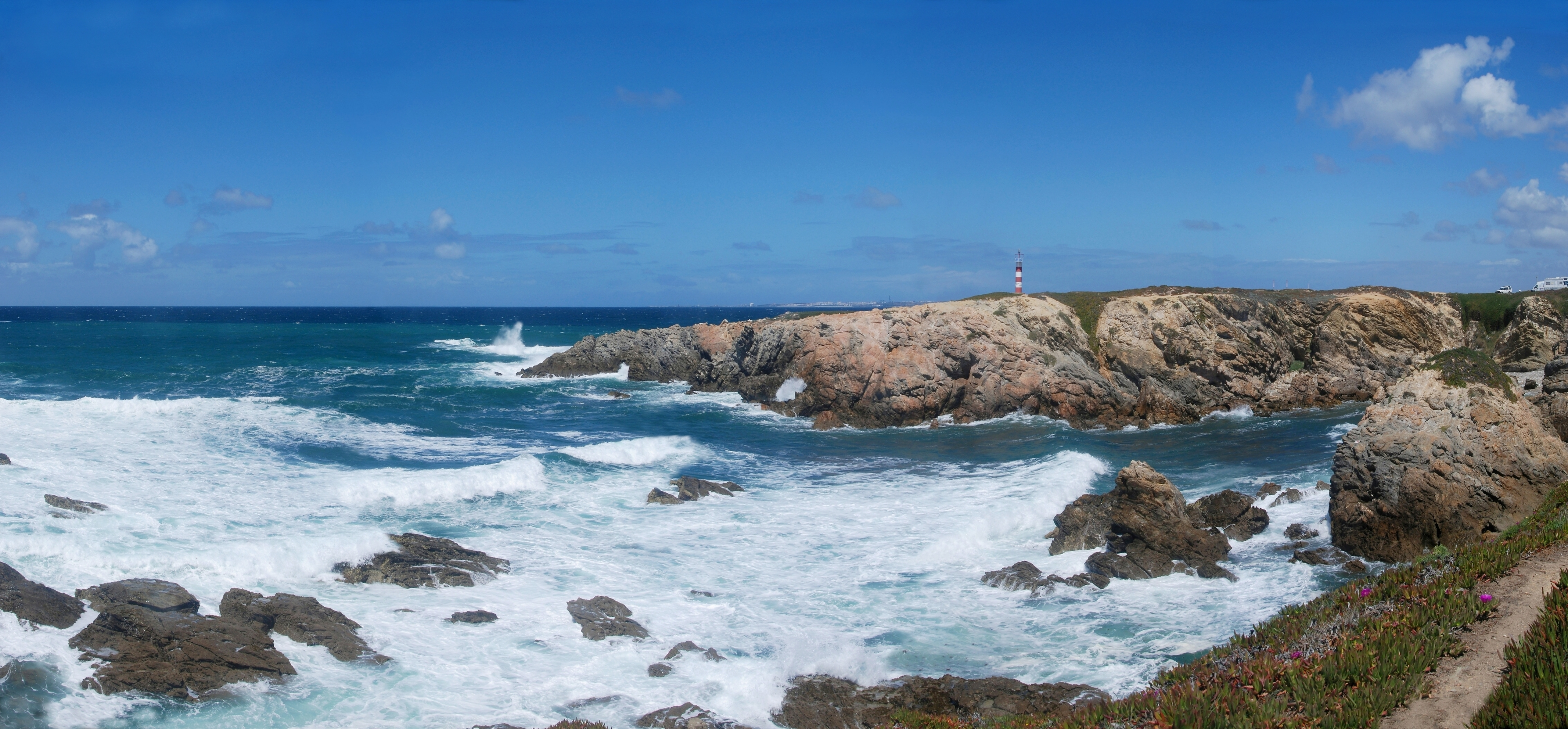
Прибій в Порту-Кову (Португалія).

Прибій, шторм 2-2,5 бали. Чорне море. Крим. Україна. 2010.

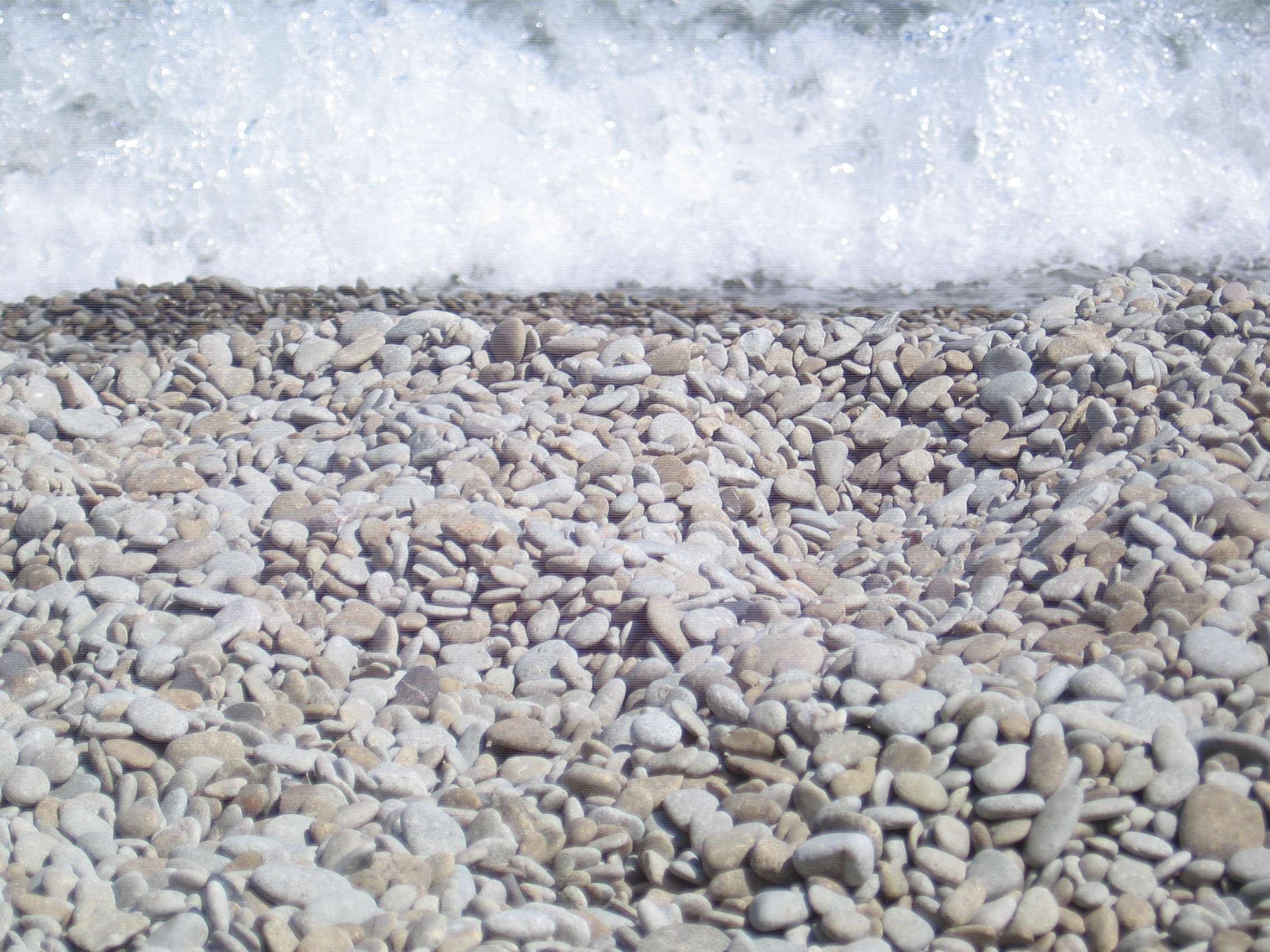
Прибій накопичує гальку на узбережжі. Крим, Україна.

Прибі́й — явище руйнування морських хвиль при набіганні їх на берег.

## Загальний опис
Механізм утворення прибою: На мілководді зменшується швидкість хвиль, збільшується кривина їх переднього схилу; хвиля робиться нестійкою й гребінь її обрушується.
У гідродинаміці та навігаційній термінології хвиля, що розбивається, — це хвиля з достатньою енергією, щоб «розірватися» на своєму піку, досягаючи критичного рівня, на якому лінійна енергія перетворюється на енергію турбулентності хвилі з чіткою прямою кривою. На цьому етапі прості фізичні моделі, які описують хвильову динаміку, часто стають недійсними, особливо ті, які припускають лінійну поведінку.
Найпоширенішим видом хвилі, що розбивається, є хвиля, яка розбивається поверхнею води об берегову лінію. Злам хвилі зазвичай відбувається там, де амплітуда досягає точки, коли гребінь хвилі фактично перекидається. Певні інші ефекти в динаміці рідин також називаються «хвилями розриву», частково за аналогією з хвилями на поверхні води. У метеорології кажуть, що атмосферні гравітаційні хвилі розбиваються, коли хвиля створює області, де потенційна температура знижується з висотою, що призводить до розсіювання енергії через конвективну нестабільність; так само кажуть, що хвилі Россбі розриваються, коли потенційний градієнт завихреності змінюється.
Риф або пляма мілководдя, наприклад мілина, об яку розбиваються хвилі, також може називатися буруном.

## Цікаво
Розрив хвилі також відбувається в плазмі, коли швидкості частинок перевищують фазову швидкість хвилі. Іншим застосуванням у фізиці плазми є розширення плазми у вакуумі, в якому процес розриву хвилі та подальший розвиток швидкого іонного піку описується рівнянням Сека-Шамеля.